# Gravity (Sara Bareilles)
Gravity è un singolo della cantante statunitense Sara Bareilles, pubblicato il 3 febbraio 2009 come terzo estratto dal secondo album in studio Little Voice.

## Tracce
Testi e musiche di Sara Bareilles
1. Gravity – 3:52

## Classifiche
| Classifica (2013) | Posizione massima |
| ----------------- | ----------------- |
| Nuova Zelanda     | 27                |